# Nuraghe Bau 'e Tanca
Le nuraghe Bau 'e Tanca est l'un des plus hauts nuraghes de Sardaigne, en Italie : il se trouve à une altitude de 1 122 mètres, au sommet d'un plateau situé dans la commune de Talana, dans la Province de l'Ogliastra.

## Situation

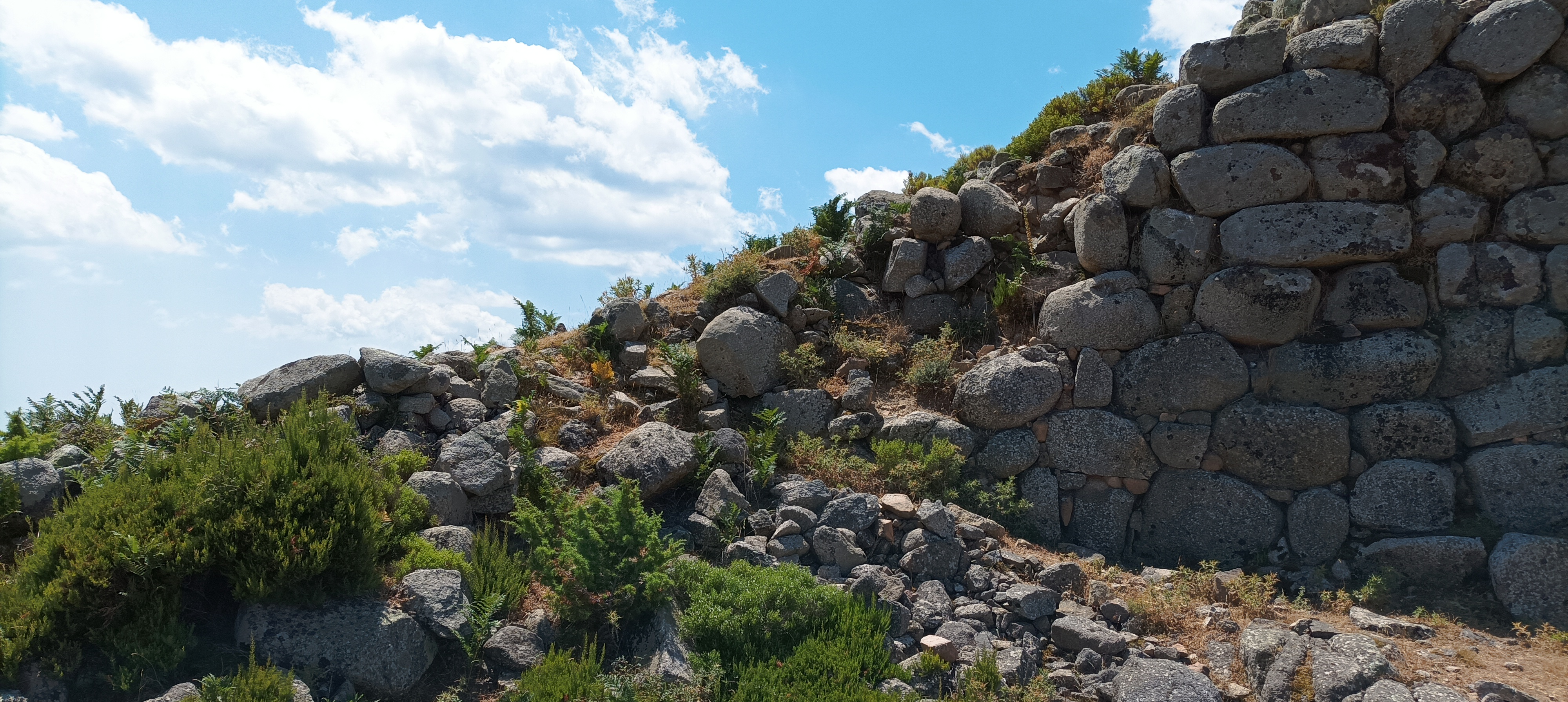
Détail du mur-rideau nord

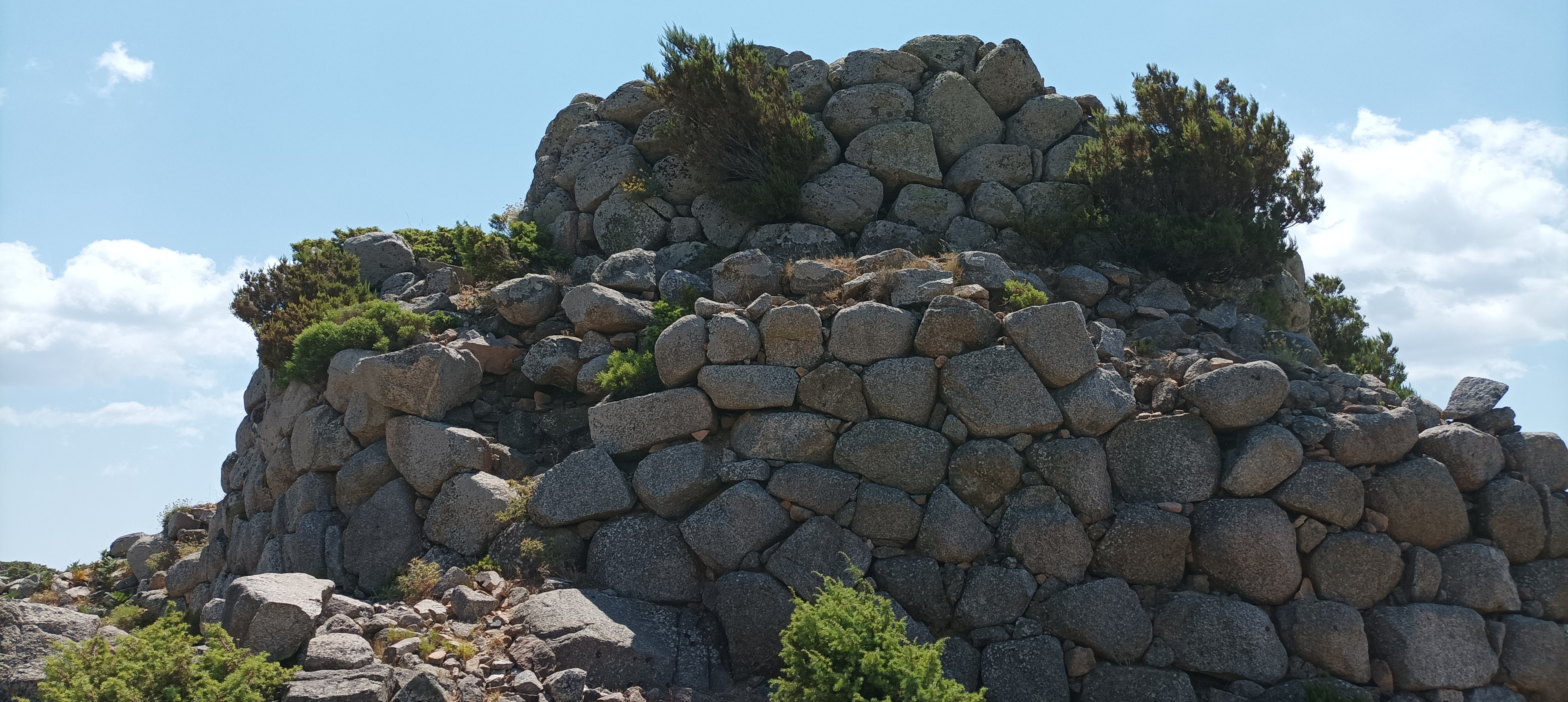
Détail du rempart sud

Depuis la ville de Talana, suivre la direction Villagrande Strisaili. Après deux kilomètres, en arrivant à un carrefour, tourner vers la droite en suivant la direction indiquée vers le nuraghe. Après sept kilomètres sur une route en forte montée, on atteint un haut plateau. Le nuraghe se trouve sur la droite, visible et indiqué par des panneaux. Il est bâti sur le promontoire le plus élevé du plateau, à une altitude de 1 122 mètres, ce qui en fait l'un des nuraghes les plus élevés de Sardaigne.

## Description
Le nuraghe, qui date de l'Âge du bronze, est construit avec la pierre locale, le granite, en gros blocs grossièrement travaillés, posés sur la partie externe des murs et répartis de manière irrégulière, comme on le voit généralement lorsque la construction est faite avec ce type de roche.
Le nuraghe est de type complexe : des structures secondaires sont construites autour de la tour principale, qui sont dans un état assez dégradé, bien que deux autres tours latérales puissent être facilement identifiées.
La petite fenêtre qui donnait autrefois sur l'entrée est encore visible. La tour principale a été refaite par la suite, avec un mur robuste qui forme une sorte de cour à l'avant.
Ce nuraghe est indissociable du village nuragique adjacent, qui semble avoir de vastes dimensions.A travers l analyse du site par les archeologues ,cCela permet de determiner l importance de ce site pour une economie agricole et pastorale 
Une tombe des géants se trouve à proximité.

## Fouilles
Les fouilles ont livré une multitude d'artéfacts, qui témoignent de l'intense activité artisanale du site au cours de l'Âge du bronze, notamment :
- de nombreuses céramiques, sous forme d' ollas à col cylindrique, de bols carénés et hémisphériques, utilisées comme récipients.

- Des outils lithiques, tels que des meules et des petits moulins, indispensables aux activités agricoles.

- Un  lingot de bronze en forme de pain, suggérant des échanges commerciaux à longue distance ou une production métallurgique locale.

- un poignard en bronze à base triangulaire, un objet de prestige ou de défense.